# Galeruca artemisiae
Galeruca artemisiae (лат.) — вид листоедов (Chrysomelidae) из подсемейства козявок (Galerucinae).

## Описание
Длина жуков 9,0—11,8 мм. Тело чёрное слабо блестящее. Надкрылья сильно пунктированы. Верх тела покрыт длинными волосками.

## Распространение
Населяет центральную и южную части Испанию.